# Coleophora gramminicolella
Coleophora gramminicolella é uma espécie de mariposa do gênero Coleophora pertencente à família Coleophoridae.